# Pegomya collomiae
Pegomya collomiae este o specie de muște din genul Pegomya, familia Anthomyiidae, descrisă de Griffiths în anul 1982.
Este endemică în Alberta. Conform Catalogue of Life specia Pegomya collomiae nu are subspecii cunoscute.